# كابال (برمجية)
هاسكل كابال (بالإنجليزية: Haskell Cabal) هو المعمارية العامة لبناء البرمجيات التطبيقية والمكتبات البرمجية؛ وهو يساعد في تغليف وتوزيع مجموعة البرمجيات. وهي مُدمجة في منهاج هاسكل.

## إجراء عملية باستخدام Cabal
وهي عملية لكتابة مكتبة باستخدام لغة برمجة هاسكل المتوافقة مع متطلبات البنية التحتية للمكتبة Cabal بشرط أن تكون المكتبة طُورت في البداية بدون أخذ هذه المتطلبات بعين الاعتبار، أو قبل عرض Cabal لمجتمع هاسكل.

## الاستخدام
توفر مناهج Cabal مجموعة معيارية من البيانات الوصفية وعملية البناء؛ وبالتالي، فمن الممكن تطوير أدوات لتحميل مناهج Cabal لمجتمعات تخزين البرمجيات أمثال سي بي اي إن، هاسكل، أو حتى السماح بالتحميل الآلي، والتصنيف، وتنصيب مناهج Hackageالمطلوبة (من خلال أداة cabalinstall).

## وصلات خارجية
- كابال على موقع Open Hub (الإنجليزية)
- Cabal
- "The Haskell Cabal: A Common Architecture for Building Applications and Tools" -(the original proposal and specification, by Isaac Jones, سيمون بيتن جونز، Simon Marlow, Malcolm Wallace, and Ross Patterson; a version was submitted to the Haskell Workshop, 2005)
- Cabal talk[وصلة مكسورة] -(slides)

ك